# AMS-LaTeX
AmS-LaTeXは、アメリカ数学会 (AMS) 向けに開発された、数学的記述のための LaTeX のドキュメントクラスとパッケージのコレクションである。複数行その他の数学的記述の組版、ドキュメントクラス、多数の数学記号を含むフォントなどを追加する。

## 開発経緯
AMS は元々 Michael Spivak による TeX のマクロパッケージである AmS-TeX の開発を支援していた。しかし、その後レスリー・ランポートによって TeX をより使いやすくした LaTeX が開発されると、LaTeX の中で AmS-TeX の機能を使えるようにすることが望まれるようになり、Frank Mittelbach や Rainer Schöpf の主導のもと AmS-LaTeX が開発された。
2023年2月現在、AMS が提供している LaTeX ユーティリティは以下の通りで、AmS-TeX は過去のものとなっている。
- AmS-LaTeX：AMS 出版物のためのドキュメントクラス群 amscls と数式の書きやすさや組版品質を向上させるパッケージ amsmath の二部構成
- AMSFonts：数式用フォントの拡張や多数の数学記号を提供するパッケージ amssymb と Eular フォントを使用するためのパッケージ群（eucal, eufrak, euscript）
- amsrefs：AMS 論文誌用の文献目録スタイルを提供するパッケージ
- snapshot：LaTeX ドキュメントの外部依存関係リストを取得するパッケージ

高度な数式を使う際には amsmath と AMSFonts を使用することが標準的であるとされる。

## AmS-LaTeXの構成
（内部用パッケージ・ドキュメントクラスである amsgen.sty, amsdtx.cls, amsldoc.cls は省略した。）
amsmath 部分
- amsmath.sty：メインのパッケージであり、別行立て数式やその他の数学的な構成物のための機能を提供する。以下のパッケージを自動で読み込む。
  - amstext.sty：別行立て数式中にテキストボックスを挿入する \text コマンドを提供する。
  - amsopn.sty：基本的な演算子名（\sin, \lim など）と演算子のユーザ定義のためのコマンド \DeclareMathOperator を提供する。
  - amsbsy.sty：数式におけるイタリック体の太字を提供する。現在は bm パッケージの使用が推奨されているが互換性のために残されている。

また、AmS-LaTeX のバージョン1.1までは AmS-TeX の影響が強く残り、バージョン 1.2 から LaTeX2ε に適合する形に刷新されたため、旧バージョンとの互換性のための以下のパッケージが存在する。これらは amsmath によって自動的に読み込まれるものではない。
- amstex.sty：バージョン1.1までの AmS-LaTeX の中心であったパッケージ。
- amscd.sty：ごく単純な可換図式の描画機能を提供する。現在は diagram, xypic, kuvio などのパッケージの使用が推奨されている。
- amsxtra.sty：バージョン1.1に存在したコマンドで、現在の amsmath では取り除かれているものを提供する。

amscls 部分
- amsart.cls：AMS の論文誌記事用ドキュメントクラス。
- amsproc.cls：AMS の学会論文（プロシーディングス）用ドキュメントクラス。
- amsbook.cls：AMS の書籍用ドキュメントクラス。
  - amsmidx.sty：索引を複数箇所に分割する機能を提供する amsbook 補助パッケージ。
  - amsbooka.sty：章ごとに著者が異なる場合向けの amsbook 補助パッケージ。
- upref.sty：\ref による参照を直立体にする。
- amsthm.sty：定理や証明を適切なスタイルで記述するための環境を提供する。

## 使用例
LaTeX2εの次のコードにより、AMS-LaTeXロゴが生成される（）。
```
 
%%% -- AMS-LaTeX_logo.tex -------

 
\documentclass
{
article
}

 
\usepackage
{
amsmath
}

 
 
\begin
{
document
}

 
\AmS
-
\LaTeX

 
\end
{
document
}

```

パッケージには、複数行の式を書式設定するための一連の機能がある。例えば次のコード
```
  
\begin
{
align
}

    y 
&
= (x+1)
^
2 
\\

      
&
= x
^
2+2x+1
  
\end
{
align
}

```

は、次のように2行の等号が互いに整列するようにする。
{\displaystyle {\begin{aligned}y&=(x+1)^{2}\\&=x^{2}+2x+1\end{aligned}}}
AmS-LaTeXには、定理や補題などの書式設定や番号付けのための多くの柔軟なコマンドも含まれている。たとえば、theorem環境
```
  
\begin
{
theorem
}
[Pythagoras] Suppose 
$
a
\leq
 b
\leq
 c
$
 are the side-lengths of a right triangle.
\\
  Then 
$
a^
2
+
b^
2
=
c^
2
$
.
\end
{
theorem
}

  
\begin
{
proof
}
. . . 
\end
{
proof
}

```

は、以下を生成する。

Theorem (Pythagoras) Suppose {\displaystyle a\leq b\leq c} are the side-lengths of a right triangle.  
Then {\displaystyle a^{2}+b^{2}=c^{2}}.

Proof. . . □